# Орлова чука
 Тази статия е за пещерата.  За квартала на Благоевград вижте Орлова чука (квартал на Благоевград).  
Орлова чука е пещера в Дунавската хълмиста равнина, намираща се на територията на община Две могили, България. В нея са открити останки от праисторически хора и от мечки. Пещерата е електрифицирана и достъпна за посещения.

## Местонахождение
Намира се на десния склон на долината на река Черни Лом на 6 km източно от Две могили и на 2,5 km източно от село Пепелина, село Широково, село Острица, на 45 km от град Русе. Входът на пещерата е на височина 40 m над речното ниво, надолу до входа на пещерата води стръмна пътека с изградени стълби. От входната площадка се открива гледка към природен парк „Русенски Лом“ и красивите скални забележителности наоколо.

## Геоложки произход
Пещерата е образувана в края на плиоцена и началото на кватернера, когато е представлявала корито на подземна река, издълбала местните кредни варовици и варовити пясъчници. Пещерата представлява сложна система от тунели и зали. Таванът на пещерата представлява релеф от загладени форми, образувани от подземните водовъртежи.
Сред забележителностите на пещерата са Концертната зала, Големият сталактон (висок 3,5 m и с диаметър 0,5 m), Малката пропаст, най-голямата зала Големите сипеи, която е краят на благоустроената част на пещерата. Друга забележителност на пещерата е синтровото езерце, наречено „Изворчето“.
Орлова чука е трета сред най-дългите пещери в България с обща дължина на галериите 13 437 m. Температурата в пещерата е относително постоянна през цялата година (14 °C). Във входните си леснодостъпни части е облагородена и удобна за посещение.
Необлагородени са Космическата зала и зала Почивка.

## Откриване и изследване
Пещерата е открита през 1941 година. През 1957 година е благоустроена. Обявена е за природна забележителност през 1962 година заедно с прилежащата си площ от 7,5 хектара.
В пещера Орлова чука са провеждани много и интердисциплинарни проучвания. В нея са открити останки от късния палеолит: кости от пещерна мечка и следи от нокти, за които се смята, че са оставени непосредствено след пробуждането на мечката след зимен сън и преди първия ѝ лов. Открити са следи и от живот на пещерни хора, които са ползвали пещерата заради относително високата ѝ постоянна температура.

## Фауна
Целогодишно пещерата се обитава от общо 14 вида прилепи, които обитават пещерата през различните сезони в колония от около 12 хиляди екземпляра. Чрез наблюдения и улови с мрежи са установени :
- Голям подковонос (Rhinolophus ferrumequinum)
- Малък подковонос (Rhinolophus hipposideros)
- Южен подковонос (Rhinolophus euryale)
- Подковонос на Мехели (Rhinolophus mehelyi)
- Трицветен нощник (Myotis emarginatus)
- Голям нощник (Myotis myotis)
- Остроух нощник (Myotis blythii)
- Пещерен дългокрил (Miniopterus schreibersi)
- Дългопръст нощник (Myotis capaccinii)
- Воден нощник (Myotis daubentonii)
- Полунощен прилеп (Eptesicus serotinus)
- Савиево прилепче (Hypsugo savii)
- Ръждив вечерник (Nyctalus noctula)
- Кафяво прилепче (Pipistrellus pipistrellus)

От тези 14 вида три са включени в Световния червен списък: дългопръстият нощник, южният подковонос и подковоносът на Мехели. Всички видове прилепи са строго защитени от Закона за биологичното разнообразие на територията на цялата страна. Пещерата Орлова чука е най-значимото зимно убежище на южния подковонос и на подковоноса на Мехели в цяла България.

## Туризъм
- Орлова чука е благоустроена през 1957 година, тя е една от основните туристически забележителности в района.
- През 1962 г. пещерата е обявена за природна забележителност.[5]
- От 1978 г. е археологически паметник на културата от национално значение.[6]
- Пещерата е отворена за посещения от 1 април до 1 ноември от 9 до 17 часа[7]
- До пещерата се намира хижа „Орлова чука“.[8]